# Hermannsöd (Wiesent)
Hermannsöd ist eine Einöde und Ortsteil der Gemeinde Wiesent im Oberpfälzer Landkreis Regensburg in Ostbayern.

## Geografie und Verkehrsanbindung
Der Ort liegt nördlich des Kernortes Wiesent an der nördlichen Gemeindegrenze. Unweit westlich verläuft die Kreisstraße R 42. Weiter entfernt südlich verlaufen die Staatsstraße 2125 und die Bundesautobahn 3. Die nächstgelegene Stadt ist Wörth an der Donau, etwa fünf Kilometer südöstlich entfernt.

## Geschichte
Hermannsöd ist seit 1869 der Pfarrei Frauenzell zugehörig. Die früheste Nennung eines Bewohners dürfte im Jahr 1685 durch eine Spende an die Pfarrei Wiesent erfolgt sein.

## Sehenswürdigkeiten
In der Liste der Baudenkmäler in Wiesent sind für Hermannsöd zwei Baudenkmale aufgeführt:
- Das Bauernhaus (Hermannsöd 1) vom Anfang des 19. Jahrhunderts ist ein eingeschossiger Halbwalmdachbau mit verschindeltem Giebel und Fußwalm.
- Der Kleinbauernhof (Hermannsöd 2), ein ehemaliges Wohnstallhaus, ist ein eingeschossiger Satteldachbau mit Zwerchhaus und einem neuen Blockbau-Kniestock. Dazu gehört
  - ein Stadel, ein verbretterter Ständerbau mit Satteldach
  - ein Backofen aus dem 19. Jahrhundert, ein Flachsatteldachbau mit korbbogiger Wölbung aus Bruchsteinmauerwerk und Granit